# Barnegat (New Jersey)
Barnegat – jednostka osadnicza w Stanach Zjednoczonych, w stanie New Jersey, w hrabstwie Ocean.